# 陈景 (贵金属冶金专家)
陈景（1935年3月9日—2024年6月1日），云南大理人，中華人民共和国贵金属冶金专家，云南大学教授。长期从事铂族金属分离提纯及贵金属冶金物理化学研究。1997年当选为中国工程院院士。

## 生平
陈景于1935年生于云南大理的一个知识分子家庭，祖父曾留日。1948年，陈景考入云南省立大理中学（今大理一中），1954年入读云南大学化学系。1958年9月毕业后分配到中国科学院上海冶金陶瓷研究所下属的昆明工作站（今昆明贵金属研究所）工作，先后任助理研究员、冶金研究室副主任副研究员、研究员。1997年当选为中国工程院院士。2005年进入云南大学化学科学与工程学院工作。
2024年6月1日，因病医治无效在昆明逝世，享年89岁。